# Tetraopes paracomes
Tetraopes paracomes là một loài bọ cánh cứng trong họ Cerambycidae.